# Supercoppa di Lega di Prima Divisione 2010
La Supercoppa di Lega di Prima Divisione 2010 è stata la 11ª edizione della Supercoppa di Serie C. Nel torneo si affrontano le vincitrici dei due gironi della Lega Pro Prima Divisione 2009-2010. L'edizione venne vinta dal Novara per la prima volta nella sua storia.

## Squadre partecipanti
Le squadre partecipanti all'edizione 2010:
- Novara Vincitrice girone A di Lega Pro Prima Divisione 2009-2010
- Portogruaro Vincitore girone B di Lega Pro Prima Divisione 2009-2010

## Formula
La formula prevede che le due squadre si affrontino in una gara di andata ed in una di ritorno, la vincitrice dell'edizione sarà quella che avrà segnato più gol in entrambe le gare. In caso di arrivo a pari reti, la vittoria dell'edizione verrà data alla squadra che ha segnato il maggior numero di gol in trasferta. In caso che anche i gol in trasferta segnati dalle compagini siano uguali, si procederà ai calci di rigore.

## Incontri
| Arbitro: | Ferraioli (Nocera Inferiore) |

|             |           |                                   |
| Altinier 5’ | Marcatori | 14’ Rigoni 36’ Gemiti 87’ Bertani |

| Arbitro: | Zonno (Bari) |

|                       |           |                               |
| Ludi 28’ González 81’ | Marcatori | 52’ Bocalon 54’, 60’ Altinier |